# Список військових вищих навчальних закладів Росії

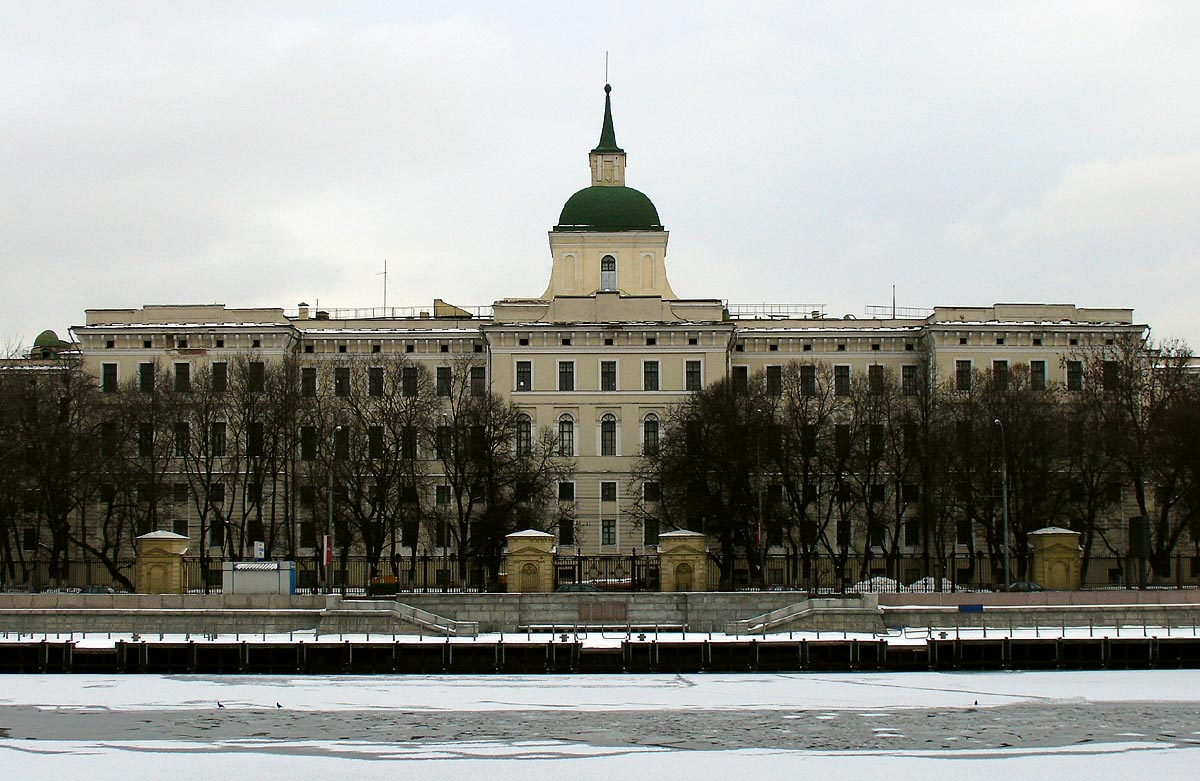
Будівля академії РВСН з боку Москви-ріки

Список військових вищих навчальних закладів Росії (станом на липень 2011 року):

## Москва
- Військова академія Генерального штабу Збройних сил Російської Федерації
- Військова академія РВСП імені Петра Великого
- Військово-повітряна інженерна академія імені М. Є. Жуковського (ВВІА ім. Н. Є. Жуковського)
- Військовий університет Міністерства оборони Російської Федерації
- Загальновійськова академія Збройних Сил Російської Федерації
- Військовий інститут (інженерних військ) Загальновійськовий академії Збройних Сил Російської Федерації
- Військово-ветеринарний інститут
- Московська військова консерваторія
- Московський військовий інститут радіоелектроніки Космічних військ — філія Військово-космічної академії імені А. Ф. Можайського
- Московське вище військове командне училище
- Військовий технічний університет
- Московський військовий інститут ФПС Росії
- Академія управління МВС Росії
- Академія ФСБ Росії
- Академія цивільного захисту МНС Росії
- Академія зовнішньої розвідки Служби зовнішньої розвідки Російської Федерації

## Санкт-Петербург
- Військова академія тилу і транспорту імені генерала армії А. В. Хрульова
- Військово-медична академія імені С. М. Кірова
- Військово-морська академія імені Адмірала Флоту Радянського Союзу Н. Г. Кузнецова
- Військова академія зв'язку імені С. М. Будьонного
- Михайлівська військова артилерійська академія
- Військово-морський інститут радіоелектроніки імені О. С. Попова — філія Військового навчально-наукового центру ВМФ «Військово-морська академія імені Адмірала Флоту Радянського Союзу Н. Г. Кузнецова»
- Військово-морський інженерний інститут — філія Військового навчально-наукового центру ВМФ «Військово-морська академія імені Адмірала Флоту Радянського Союзу Н. Г. Кузнецова»
- Військовий інженерно-технічний університет (Миколаївський)
- Військово-транспортний інститут залізничних військ і військових сполучень
- Військовий інститут фізичної культури
- Військово-космічна академія ім. А. Ф. Можайського
- Морський Корпус Петра Великого — Санкт-Петербурзький військово-морський інститут — філія Військового навчально-наукового центру ВМФ «Військово-морська академія імені Адмірала Флоту Радянського Союзу Н. Г. Кузнецова»
- Санкт-Петербурзьке вище військово-топографічне командне училище імені генерала армії А. І. Антонова — філія Військово-космічної академії імені А. Ф. Можайського
- Санкт-Петербурзьке вище училище радіоелектроніки протиповітряної оборони (філія)
- Санкт-Петербурзький військовий інститут внутрішніх військ МВС Росії

## Армавір
- Армавірський військовий авіаційний інститут (філія) — колишнє Армавірської вище військове авіаційне училище льотчиків Червонопрапорне ППО імені Головного маршала авіації П. С. Кутахова

## Балашов
- Балашовський військовий авіаційний інститут (філія) — колишнє Балашовської вище військове авіаційне училище льотчиків імені Головного маршала авіації А. А. Новикова

## Благовєщенськ
- Далекосхідний військовий інститут імені Маршала Радянського Союзу Рокоссовського К. К. — колишнє Далекосхідне вище загальновійськове командне училище імені Маршала Радянського Союзу К. К. Рокоссовського
- Благовіщенське вище танкове командне училище Червонопрапорне (БВТККУ) імені Маршала Радянського Союзу Мерецкова К. А.

## Владивосток
- Тихоокеанський військово-морський інститут імені С. О. Макарова — філія Військового навчально-наукового центру ВМФ «Військово-морська академія імені Адмірала Флоту Радянського Союзу Н. Г. Кузнецова»

## Вольськ
- Вольське вище військове училище тилу імені Ленінського комсомолу (філія)

## Воронеж
- Військовий авіаційний інженерний університет
- Військовий інститут радіоелектроніки

## Голіцино
- Голіцинський прикордонний інститут ФСБ Росії

## Єйськ
- Єйське вище військове авіаційне училище (військовий інститут) імені двічі Героя Радянського Союзу льотчика-космонавта СРСР В. М. Комарова — філія Військово навчально-наукового центру ВПС (філія військово-повітряної академії ім. Гагаріна і Жуковського)

## Єкатеринбург
- Єкатеринбурзький артилерійський інститут (ЕкАІ)

## Іркутськ
- Іркутський військовий авіаційний інженерний інститут

## Казань
- Казанське танкове вище військове командне училище (філія)
- Казанське вище артилерійське командно-інженерне училище імені маршала артилерії Чистякова М. Н. (філія)

## Калінінград
- Балтійський військово-морський інститут імені Ф. Ф. Ушакова — філія Військового навчально-наукового центру ВМФ «Військово-морська академія імені Адмірала Флоту Радянського Союзу Н. Г. Кузнецова»
- Калінінградський військовий інститут ФПС Росії

## Кемерово
- Кемеровській вище військове командне училище зв'язку імені Маршала військ зв'язку Пересипкіна І. Т. — розформований.

## Коломна
- Михайлівське вище артилерійське командно-інженерне училище (розформовано)

## Кострома
- Військова академія радіаційного, хімічного і біологічного захисту та інженерних військ імені Маршала Радянського Союзу С. К. Тимошенка

## Краснодар
- Краснодарський військовий інститут імені генерала армії Штеменко С. М.
- Краснодарський військовий авіаційний інститут імені Героя Радянського Союзу Сєрова А. К.

## Красноярськ
- Красноярське вище командне училище радіоелектроніки протиповітряної оборони

## Кстово
- Військово-інженерний університет (філія)

## Кубинка
- Московське вище училище радіоелектроніки протиповітряної оборони (філія)

## Курган
- Курганський прикордонний інститут ФСБ РФ[ru], раніше Курганський військовий авіаційний інститут Федеральної прикордонної служби, раніше Курганське військове авіаційно-технічне училище, раніше Курганське вище військово-політичне авіаційне училище[ru]

## Нижній Новгород
- Нижньогородське вище військово-інженерне командне училище (включено до складу Військової академії РХБ захисту та ИВ)

## Новосибірськ
- Новосибірське вище військове командне училище (НВВКУ)
- Новосибірський військовий інститут внутрішніх військ

## Новочеркаськ
- Новочеркаське вище військове командне училище зв'язку імені Маршала Радянського Союзу Соколовського В. Д.

## Омськ
- Омський танковий інженерний інститут імені Маршала Радянського Союзу Кошевого П. К.
- Омське загальновійськове командне училище ім. М. В. Фрунзе

## Орел
- Академія ФСО Росії

## Оренбург
- Оренбурзьке вище зенітне ракетне командне училище імені Г. К. Орджонікідзе (філія)

## Пенза
- Пензенський артилерійський інженерний інститут імені Головного маршала артилерії Воронова Н. Н.

## Петергоф
- Військово-морського інституту радіоелектроніки імені А. С. Попова — філія Військового навчально-наукового центру ВМФ «Військово-морська академія імені Адмірала Флоту Радянського Союзу Н. Г. Кузнецова» (Сайт ВВМУРЕ)

## Пушкін
- Пушкінський військовий інститут радіоелектроніки Космічних військ імені Маршала авіації Савицького Є. Я. — філія Військово-космічної академії імені А. Ф. Можайського
- Військово-морський інженерний інститут — філія Військового навчально-наукового центру ВМФ «Військово-морська академія імені Адмірала Флоту Радянського Союзу Н. Г. Кузнецова»

## Перм
- Пермський військовий інститут ракетних військ — розформований

## Рязань
- Рязанський інститут Повітряно-десантних військ імені генерала армії Маргелова В. Ф.
- Рязанський військовий автомобільний інститут імені генерала армії Дубиніна В. П.- розформований.
- Рязанське вище військове командне училище зв'язку імені Маршала Радянського Союзу Захарова М. В. (філія) -розформовано.

## Ростов-на-Дону
- Ростовський військовий інститут ракетних військ імені Головного маршала артилерії Недєліна М. І.

## Самара
- Самарський військово-медичний інститут

## Саратов
- Саратовський військовий Червонопрапорний інститут внутрішніх військ МВС Росії (СВКІ ВВ МВС РФ)
- Саратовський військово-медичний інститут (розформований)
- Саратовський військовий інститут підвищення кваліфікації фахівців мобілізаційних органів
- Саратовський військовий інститут радіаційного, хімічного і біологічного захисту (включений до складу Військової академії РХБ захисту та ИВ)
- Саратовське вище військове командно-інженерне училище ракетних військ імені Героя Радянського Союзу генерал-майора Лизюкова А. І. (філія)

## Серпухов
- Серпуховський військовий інститут ракетних військ

## Смоленськ
- Військовий університет військової ППО імені Маршала Радянського Союзу Василевського О. М.

## Ставрополь
- Ставропольське вище військове інженерне училище зв'язку імені 60-річчя Великого Жовтня (філія) — розформований

## Сизрань
- Сизранський вище військове авіаційне училище льотчиків (військовий інститут)

## Тамбов
- Тамбовське вище військове командне училище хімічного захисту імені Н. І. Подвойського (філія)
- Тамбовське вище військове авіаційне інженерне училище радіоелектроніки

## Твер
- Військова академія повітряно-космічної оборони імені Маршала Радянського Союзу Жукова Г. К.

## Тольятті
- Тольяттинський військовий технічний інститут

## Томськ
- Томський військово-медичний інститут (розформований)

## Тула
- Тульський артилерійський інженерний інститут (розформований)

## Тюмень
- Тюменське вище військово-інженерне командне училище (включено до складу Військової академії РХБ захисту та ИВ)

## Ульяновськ
- Ульяновське вище військове інженерне училище зв'язку імені Г. К. Орджонікідзе (філія) — розформований
- Ульяновське вище військово-технічне училище імені Богдана Хмельницького (філія)
- Ульяновське гвардійське вище військове танкове командне училище імені В. І. Леніна — розформовано

## Хабаровськ
- Хабаровський військовий інститут ФПС Росії

## Челябінськ
- Челябінський танковий інститут — розформувати (ЧВТКУ chvtku.mybb2.ru)
- Челябінське вище військове автомобільне командно-інженерне училище ім. гл. маршала бронетанкових військ Ротмистрова П. А. — розформований

(ЧВВАІУ)
- Челябінське вище військове командне училище
- Балашовський військовий авіаційний інститут імені 50-річчя ВЛКСМ (філія)

## Череповець
- Череповецький військовий інженерний інститут радіоелектроніки

## Ярославль
- Ярославське вище зенітне ракетне училище протиповітряної оборони